# David Edmonds
David Edmonds (1964) è un filosofo britannico docente presso lo Uehiro Centre for Practical Ethics dell’Università di Oxford. È autore di documentari e creatore di un podcast di filosofia in rete più volte premiato dalla BBC.

## Pubblicazioni principali
- David Edmonds, Would You Kill the Fat Man, Princetown University Press, 2013.

| Controllo di autorità | VIAF (EN) 32273779 · ISNI (EN) 0000 0001 0885 5642 · LCCN (EN) nb2001069863 · GND (DE) 123821452 · BNF (FR) cb150090001 (data) · J9U (EN, HE) 987007304511705171 · NDL (EN, JA) 00907297 |